# Марокканський султанат
Марокка́нський султана́т — у VIII—ХХ століттях монархічна держава у Північній Африці. Розташовувалася на теренах сучасного Марокко. Постала на місці марокканських земель Альмохадського халіфату. Очолювалася марокканськими султанами з різних династій, які почергово зміняли одна одну в боротьбі: Мариніди (1244—1465), Ваттасиди (1472—1554), Саадити (1549—1659), Алавіти (1631—1957). Столичними містами були Фес і Марракеш. Панівною релігією був суннітський іслам. Основне населення складали бербери та араби. У XIV столітті намагалася поширити свій вплив на Північний Алжир і Туніс. У XVI ст. підкорила частину Західної Сахари. Вела війни із Португалією, Османською імперією, Іспанією та Британією. У 1912—1956 роках перебувала під французьким й іспанським протекторатом. Виборола самостійність 1956 року. Після прийняття останнім султаном королівського титулу (1961) перетворена на Марокканське королівство.

## Історія
- 1415: завоювання Сеути
- 1437: Танжерський похід
- 1911–1912: Захоплення Марокко Францією

## Династії
- Мариніди (1244–1465)
- Ваттасиди (1472–1554)
- Саадити (1549–1659)
- Алавіти (1631–1957)

## Султани
- 1549—1557: Мухаммад аш-Шейх
- 1557—1574: Абдаллах аль-Галіб, син Мухаммада.
- 1574—1576 (1578): Мухаммад аль-Мутаваккіль, син Абдаллаха.
- 1576—1578: Абд аль-Малік I, син Мухаммада.
- 1578—1603: Ахмад аль-Мансур, син Мухаммада.

## Карти

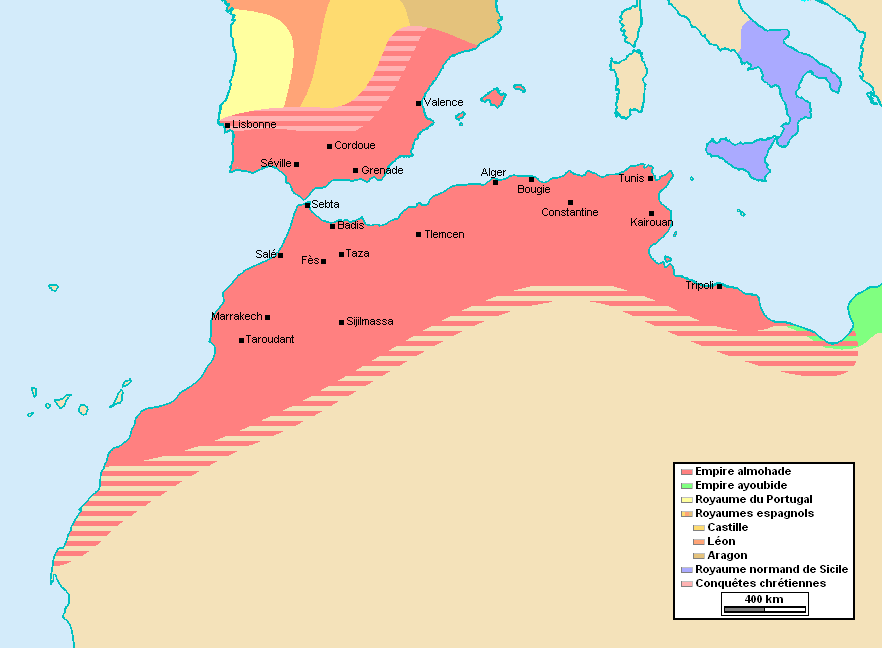
Альмохади, ХІІІ ст.
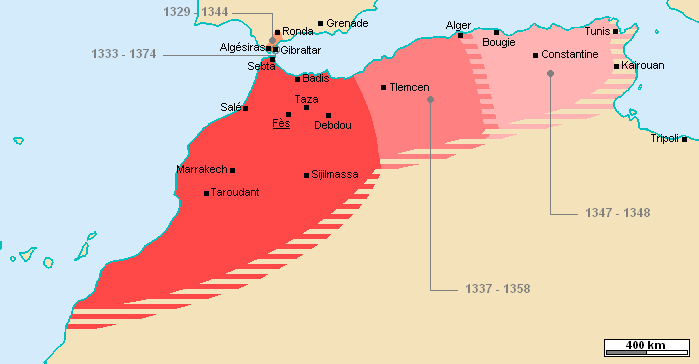
Мариніди, XIV ст.
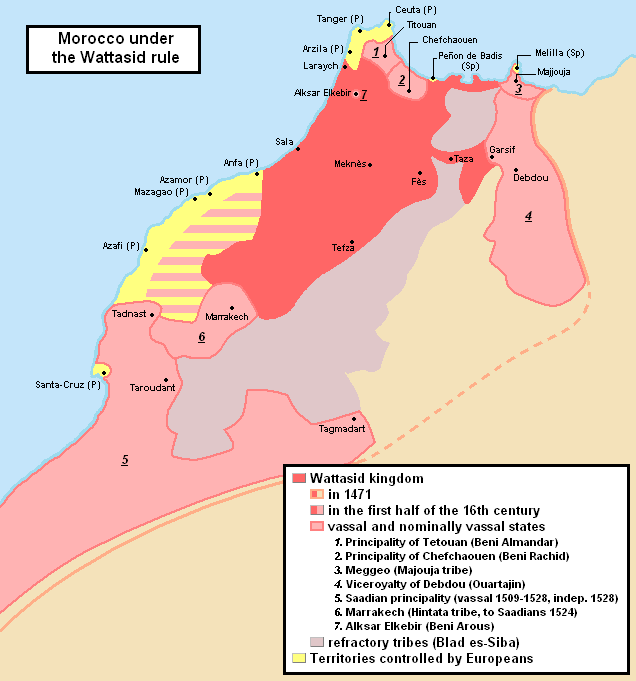
Ваттасиди, XV-XVI ст.
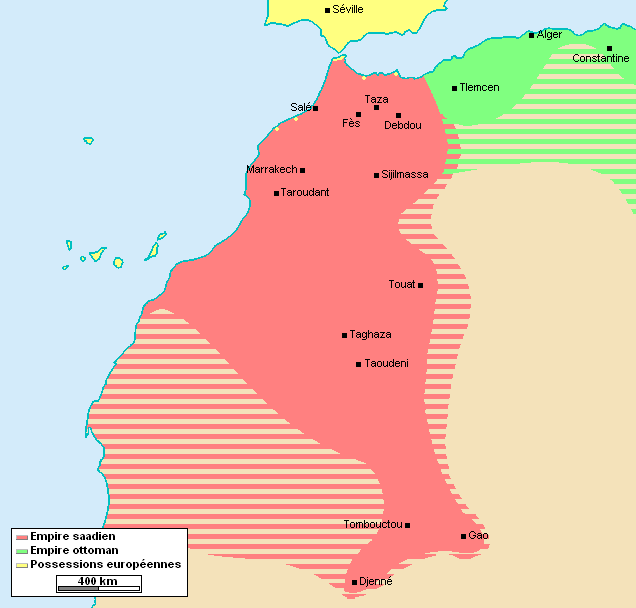
Саадити, XVII ст.
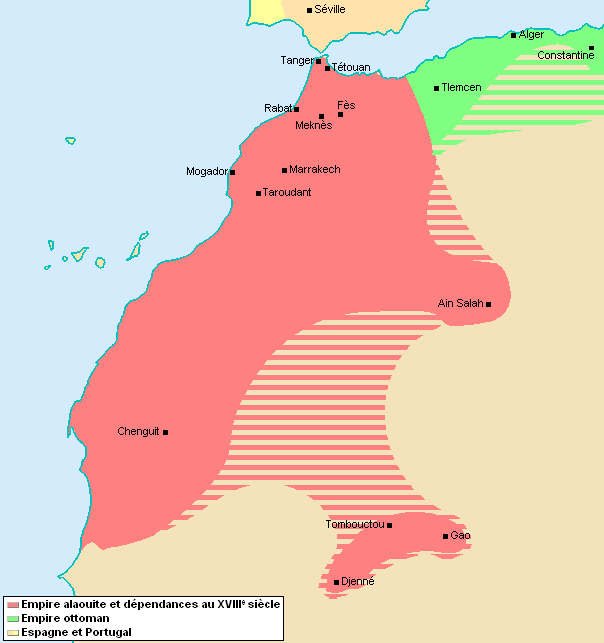
Алавіти, XVIII ст.

## Візири
- Абу Захарія Яхья аль-Ваттасі